# 爱德华·冯·托尔

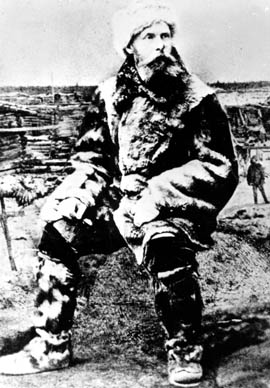
爱德华·冯·托尔

爱德华·古斯塔夫·冯·托尔男爵（德語：Eduard Gustav von Toll，1858年3月14日—1902年？），俄语名字爱德华·瓦西里耶维奇·托尔（俄语：Эдуард Васильевич Толль），俄罗斯探险家。波罗的海德意志人。
冯·托尔出生在列瓦尔（今爱沙尼亚塔林）的一个德裔贵族家庭。他的家族与米登多夫家族关系密切。亚历山大·冯·米登多夫曾是托尔的老师。
1882年自塔尔图大学动物学专业毕业。1885年至1886年，曾加入亚历山大·邦格带领的、前往新西伯利亚群岛的考察队。托尔探查了新西伯利亚群岛西部的大利亚霍夫岛、邦格地、法捷耶夫岛和科捷利内岛。
1900年至1902年，托尔带领圣彼得堡科学院的考察队前往新西伯利亚群岛，此即为1900年–1902年俄罗斯极地探险。1902年在北冰洋失踪。